# Lužná (ort i Tjeckien, Mellersta Böhmen)
Lužná är en ort i Tjeckien.   Den ligger i regionen Mellersta Böhmen, i den västra delen av landet, 50 km väster om huvudstaden Prag. Lužná ligger 349 meter över havet och antalet invånare är 1 806.
Terrängen runt Lužná är huvudsakligen platt, men åt sydväst är den kuperad. Lužná ligger nere i en dal.Runt Lužná är det glesbefolkat, med 19 invånare per kvadratkilometer. Närmaste större samhälle är Rakovník, 3,4 km sydväst om Lužná. I omgivningarna runt Lužná växer i huvudsak blandskog.